# Simon Nolet
Simon Laurent Nolet (né le 23 novembre 1941 à Saint-Odilon-de-Cranbourne, dans la province de Québec, au Canada) est un joueur professionnel canadien de hockey sur glace qui évolua dans la Ligue nationale de hockey avec les Flyers de Philadelphie, les Scouts de Kansas City, les Penguins de Pittsburgh et les Rockies du Colorado.

## Biographie

### Carrière de joueur
Il remporta la Coupe Stanley avec les Flyers en 1974; il fut, pendant l'été suivant cette conquête, choisi au repêchage d'expansion de la LNH de 1974 par les Scouts de Kansas City, qui en firent leur capitaine. Il est échangé au cours de la saison 1975-1976 aux Penguins, avec qui il ne joua que 39 matches avant de passer sa dernière saison dans la LNH avec les Rockies en 1976-1977.

### Après-carrière
L'aréna de Lac-Etchemin porte son nom, Aréna Simon Nolet.
Il est maintenant dépisteur pour les Flyers de Philadelphie.

## Statistiques
Pour les significations des abréviations, voir Statistiques du hockey sur glace.
| Saison     | Équipe                 | Ligue      |     | Saison régulière | Saison régulière | Saison régulière | Saison régulière | Saison régulière |    | Séries éliminatoires | Séries éliminatoires | Séries éliminatoires | Séries éliminatoires | Séries éliminatoires |
| Saison     | Équipe                 | Ligue      | PJ  | B                | A                | Pts              | Pun              | PJ               | B  | A                    | Pts                  | Pun                  |                      |                      |
| 1961-1962  | As de Québec           | LAH        | 1   | 0                | 0                | 0                | 2                | --               | -- | --                   | --                   | --                   |                      |                      |
| 1964-1965  | As de Québec           | LAH        | 2   | 2                | 1                | 3                | 2                |                  |    |                      |                      |                      |                      |                      |
| 1965-1966  | As de Québec           | LAH        | 61  | 16               | 17               | 33               | 12               | 6                | 0  | 0                    | 0                    | 2                    |                      |                      |
| 1966-1967  | As de Québec           | LAH        | 66  | 32               | 24               | 56               | 28               | 5                | 1  | 4                    | 5                    | 4                    |                      |                      |
| 1967-1968  | Flyers de Philadelphie | LNH        | 4   | 0                | 0                | 0                | 2                | 1                | 0  | 0                    | 0                    | 0                    |                      |                      |
| 1967-1968  | As de Québec           | LAH        | 70  | 44               | 52               | 96               | 45               | 10               | 5  | 10                   | 15                   | 10                   |                      |                      |
| 1968-1969  | Flyers de Philadelphie | LNH        | 35  | 4                | 10               | 14               | 8                | --               | -- | --                   | --                   | --                   |                      |                      |
| 1968-1969  | As de Québec           | LAH        | 33  | 11               | 21               | 32               | 28               | 15               | 5  | 3                    | 8                    | 28                   |                      |                      |
| 1969-1970  | Flyers de Philadelphie | LNH        | 56  | 22               | 22               | 44               | 36               | --               | -- | --                   | --                   | --                   |                      |                      |
| 1969-1970  | As de Québec           | LAH        | 22  | 13               | 18               | 31               | 14               | --               | -- | --                   | --                   | --                   |                      |                      |
| 1970-1971  | Flyers de Philadelphie | LNH        | 74  | 9                | 19               | 28               | 42               | 4                | 2  | 1                    | 3                    | 0                    |                      |                      |
| 1971-1972  | Flyers de Philadelphie | LNH        | 67  | 23               | 20               | 43               | 22               | --               | -- | --                   | --                   | --                   |                      |                      |
| 1972-1973  | Flyers de Philadelphie | LNH        | 70  | 16               | 20               | 36               | 6                | 11               | 3  | 1                    | 4                    | 4                    |                      |                      |
| 1973-1974  | Flyers de Philadelphie | LNH        | 52  | 19               | 17               | 36               | 13               | 15               | 1  | 1                    | 2                    | 4                    |                      |                      |
| 1974-1975  | Scouts de Kansas City  | LNH        | 72  | 26               | 32               | 58               | 30               | --               | -- | --                   | --                   | --                   |                      |                      |
| 1975-1976  | Penguins de Pittsburgh | LNH        | 39  | 9                | 8                | 17               | 2                | 3                | 0  | 0                    | 0                    | 0                    |                      |                      |
| 1975-1976  | Scouts de Kansas City  | LNH        | 41  | 10               | 15               | 25               | 16               | --               | -- | --                   | --                   | --                   |                      |                      |
| 1976-1977  | Rockies du Colorado    | LNH        | 52  | 12               | 19               | 31               | 10               | --               | -- | --                   | --                   | --                   |                      |                      |
| Totaux LNH | Totaux LNH             | Totaux LNH | 562 | 150              | 182              | 332              | 187              | 34               | 6  | 3                    | 9                    | 8                    |                      |                      |